# 黎巴嫩
黎巴嫩共和国（羅馬化：al-Jumhūriyya al-Lubnāniyya），通稱黎巴嫩（阿拉伯語：لُبْنَان，羅馬化：Lubnān，黎巴嫩阿拉伯語發音：[lɪbˈneːn]），位于亚洲西南部（西亞）、地中海东岸，习惯上歸屬於中东国家。东北部与叙利亚接壤，南部与以色列为邻，西濒地中海。境內有人類最早一批城市與世界遺產，最古老者有5,000多年的歷史，在旅遊業中相當著名。
在1943年獨立後，黎巴嫩建立了一個獨特的認信主義政府的形式，與各大宗教派別分配特定的政治權力。黎巴嫩最初享有政治和經濟穩定，但各種政治和教派派別之間的平衡被血腥的黎巴嫩內戰（1975年－1990年）打破。戰爭部分導致敘利亞（1975年－2005年）和以色列（1985年－2000年）的軍事佔領。黎巴嫩仍然是一個國際化的發展中國家。

## 語源

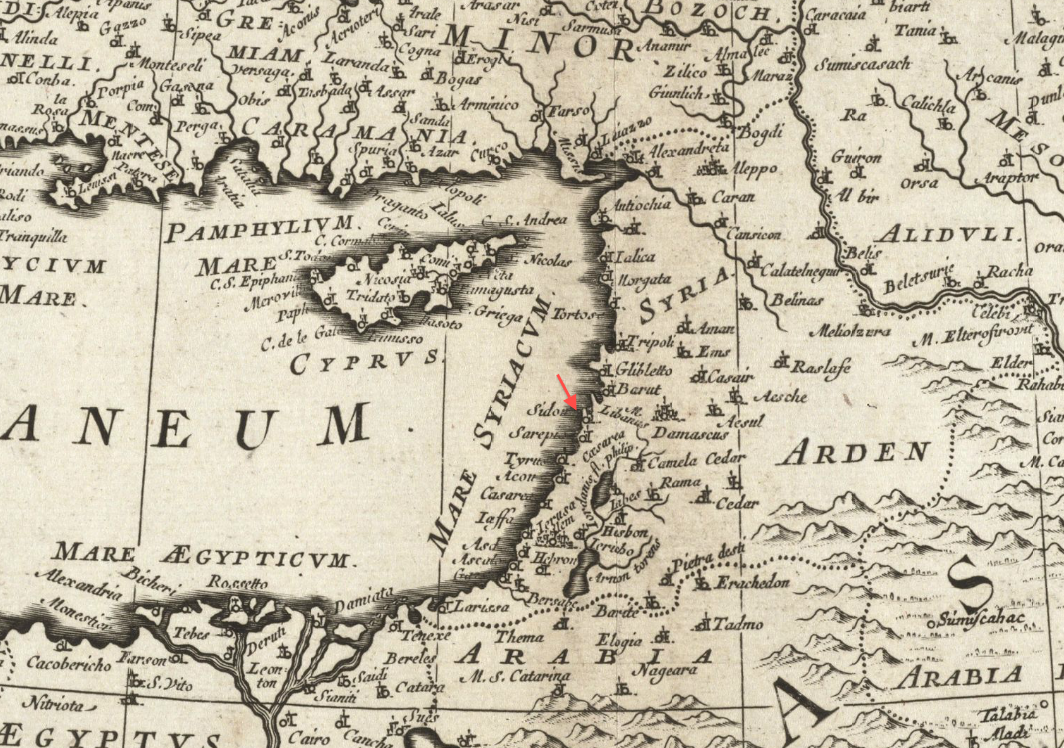
17世纪地图上的黎巴嫩地区

黎巴嫩國名取自境内的黎巴嫩山（羅馬化：Jabal Lubnān，羅馬化：ṭūr lébnon）。“黎巴嫩”之名源於閃語族腓尼基語字根：l-b-n，意思是白色，似乎是從黎巴嫩山白雪皚皚的頂峰得名。在埃勃拉圖書館的古文本、吉爾伽美什史詩以及希伯來聖經中，都提到了黎巴嫩之名。

## 历史

腓尼基和貿易路線的地圖

黎巴嫩舊譯利巴嫩，是一個历史非常悠久的地區，至少在舊石器時代晚期，該國已經有先民聚居。黎巴嫩此名最早见于前25-前23世纪的埃勃拉文书。早在2000多年前，腓尼基人就生活在这片土地上，现在黎巴嫩小店裡经常可以看到出土的腓尼基小人的仿制品。腓尼基人是第一个环非洲航行的民族，发明腓尼基文字。黎巴嫩過去曾經盛產香柏，這些參天巨樹都是鄰近國家的重要建築材料。這些有關黎巴嫩的零散記錄，都可以在舊約聖經裡看得到。後来，罗马帝國占领黎巴嫩，并修建举世闻名的巴尔贝克神庙，该神庙是世界上保存最为完整的最大的罗马古建筑之一。
由于黎巴嫩扼守亚非欧战略要道，所以不少民族都曾经占领过黎巴嫩。相继受埃及、亚述、巴比伦、波斯、罗马统治；七至十六世纪初成为阿拉伯帝国一部分。1517年被奥斯曼帝国占领。
第一次世界大战后，成为法国委任统治地，即法属敘利亞託管地。二戰時的1941年6月，英军在自由法国部队协助下，占领了納粹德國傀儡政權維希法國控制下的黎巴嫩。同年11月，自由法国部队宣布结束对黎的委任统治。1943年11月22日，黎巴嫩擺脫法國託管宣布独立，成立黎巴嫩共和国。1946年12月英、法军全數撤离黎巴嫩。

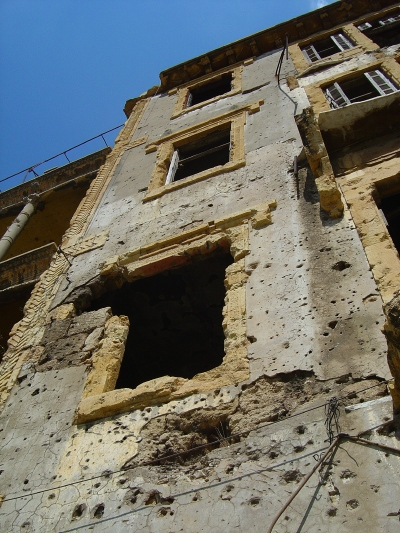
於1975年-1990年間內戰時期被破壞的建築

1975年4月，黎巴嫩基督教和伊斯兰教两方爆发内战。叙利亚自1976年10月起，在黎巴嫩驻军，並扶植國內的真主黨游擊隊；而以色列亦控制過南黎巴嫩一段時期作報復。1989年10月，伊、基两派议员达成“塔伊夫协议”，重新分配政治权力。1990年，黎内战结束。2005年4月26日，叙利亚遵照联合国决议，自黎巴嫩撤军，结束29年的直接干预。2006年7月12日，以色列与黎真主党爆发冲突；8月14日，以色列与黎真主党接受联合国安理会通过的第1701号决议，双方实现停火。2009年6月7日，黎巴嫩举行第十四届议会选举，萨阿德·哈里里被任命为总理并于11月9日组成新一届内阁。

### 内战及内战之后

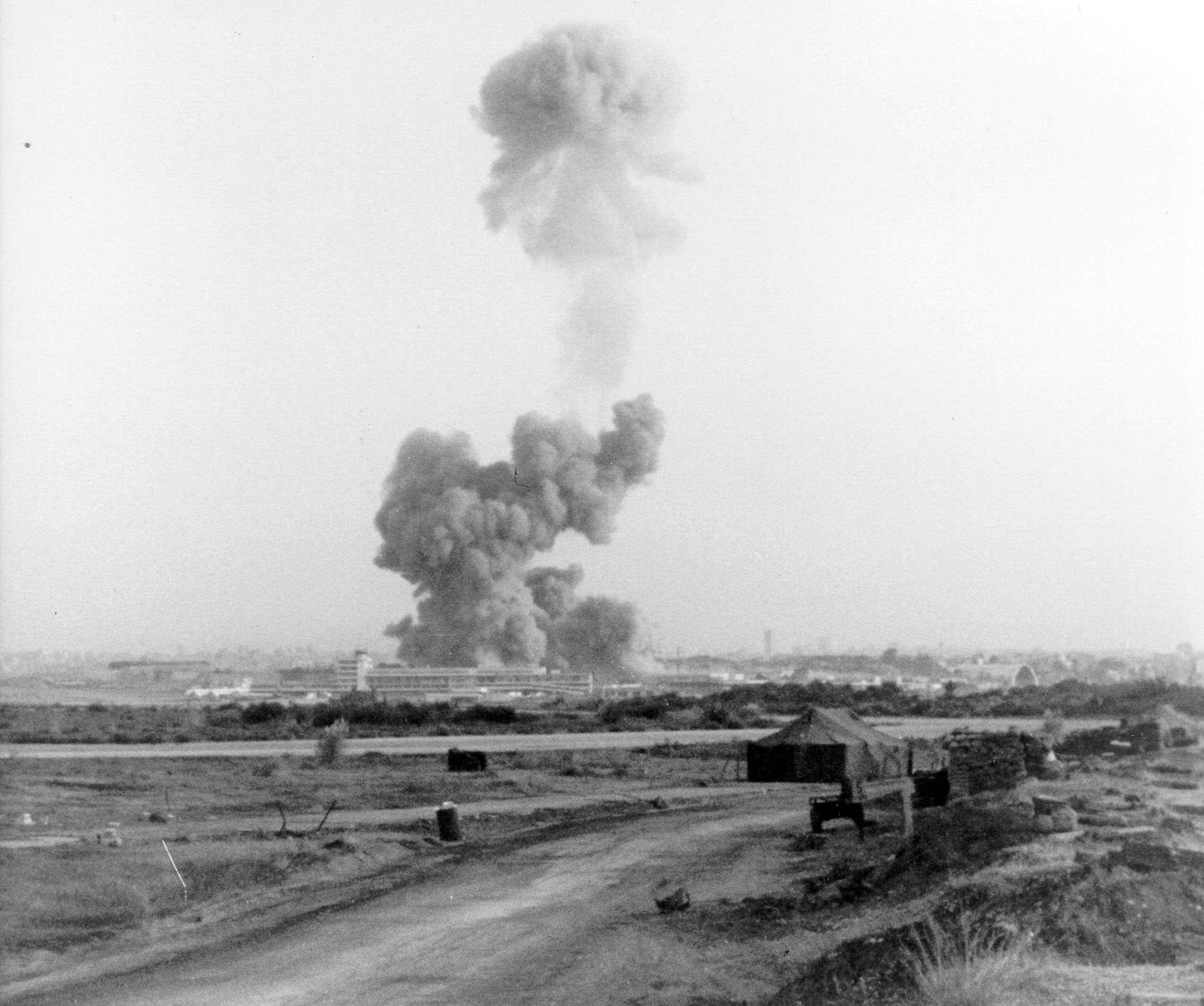
1983年，贝鲁特，兵营遭到轰炸

1975年，黎巴嫩爆发一场持续15年的内战，严重破坏黎巴嫩的经济，造成大量人员伤亡和财产损失。据估计，有15万人遇难，20万人受伤，约90万人（占战前人口的五分之一）流离失所。1990年，各方签署塔伊夫协议(Taif Agreement)结束内战，但黎巴嫩的很多地方已经成为一片废墟。
在内战期间，巴勒斯坦解放组织利用黎巴嫩对以色列发动袭击。以色列国防军分别于1978年和1982年两度入侵并占领黎巴嫩，第二次入侵时，巴勒斯坦解放组织遭到驱逐。2000年之前以色列一直控制着黎巴嫩南部。由于真主党不断发动袭击，而且舆论认为如果以军撤出黎巴嫩，暴力事件将减少并消解，以色列总理埃胡德·巴拉克决定撤军。联合国认为以色列部队撤出蓝色分界线符合联合国安理会第425号决议，但边境地区舍巴农场的所属权仍有争议。真主党宣称它不会停止军事行动直到这一地区获得解放。

### 雪松革命
2005年2月14日，黎巴嫩前总理拉菲克·哈里里在贝鲁特圣乔治湾附近的一起汽车爆炸袭击中，遇刺身亡。
刺杀事件激起一系列游行示威，2005年3月14日，多达100万人示威游行，要求结束叙利亚对黎巴嫩的占领。媒体称之为雪松革命，示威者要求叙利亚从黎巴嫩撤军，并成立一个国际委员会来调查刺杀事件。由于叙利亚在黎巴嫩开展广泛的军事和情报行动，而且哈里里与大马士革就叙利亚支持修订宪法以延长埃米尔·拉胡德总统的任期一事颇有嫌隙，亲西方的「3月14日联盟」领导人指控叙利亚是这起刺杀事件的主使。其他人（即親阿拉伯的「3月8日联盟」、真主黨和叙利亚官员）则宣称这起刺杀事件可能是以色列的摩薩德所为，意在破坏黎巴嫩的稳定。
联合国安理会于4月7日一致通过1595号决议，呼吁对哈里里刺杀事件进行调查。初步调查结果“梅利斯(Mehlis)报告”于10月20日正式公布，报告称叙利亚和黎巴嫩政府高官均参与这次刺杀事件。最终在國際压力下，叙利亚被迫从黎巴嫩撤出1.5万人的军队，結束對黎巴嫩長達三十年的佔領。4月26日，所有叙利亚正规军都已经撤离。哈里里刺杀事件之后，发生一系列针对众多親西方黎巴嫩政要的刺杀事件。

### 2006年以黎冲突

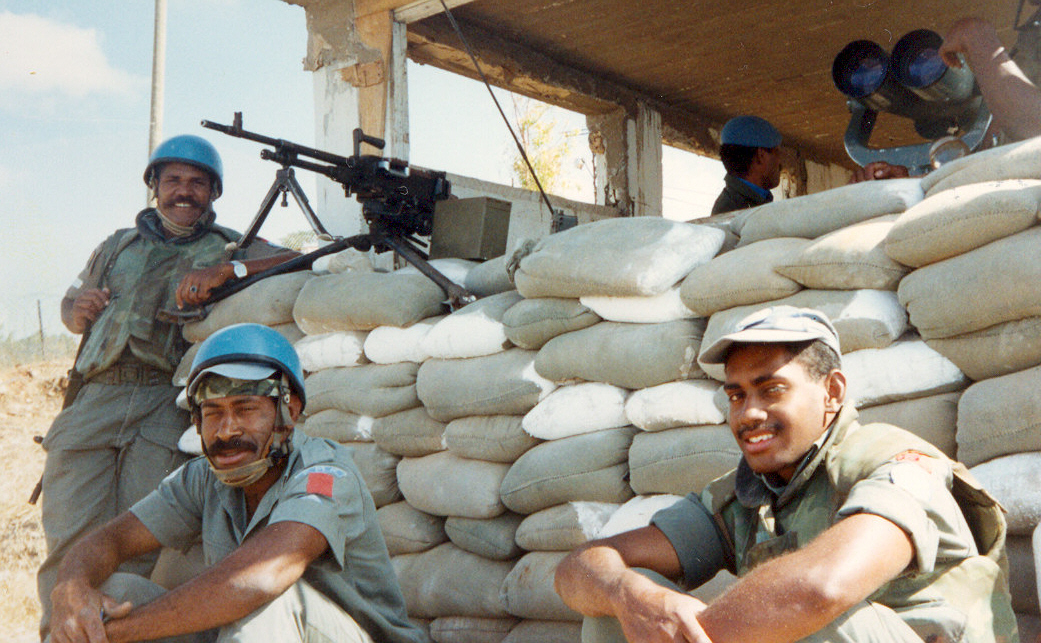
黎巴嫩的聯合國部隊

2006年7月12日，为了转移以军的注意力，真主党向以色列边境城镇发射火箭弹，然后对在以色列边境巡逻的两辆悍马装甲车发射反坦克导弹。两辆悍马中共有7名以色列士兵，2人受伤，3人死亡，另外2人被绑架到黎巴嫩。在以军以失败告终的一次营救行动中，另有5名士兵死亡。在黎巴嫩，空袭造成其民用基础设施严重受损（包括贝鲁特机场），此后，以军地面部队又进入真主党控制的地区。在至少962次袭击中，以军在黎巴嫩南部投放460万枚集束炸彈，其中大部分是在战争结束前的最后3天中投放的，当时以军知道和解即将达成。在以色列，真主党向以色列北部发射3,970枚火箭弹，大部分都是向城区发射的。长达一个月的冲突给以色列和黎巴嫩都造成巨大的人员伤亡，以色列有近160人丧生，黎巴嫩有1,000多人丧生。8月14日，联合国安理会发布1701号决议，要求真主党和以色列停火，冲突正式结束。被绑架的戈德瓦瑟(Goldwasser)和雷格夫(Regev)被关押2年，期间没有任何关于他们的消息。直到2008年7月16日，真主党归还他们的遗体以换取活着的真主党战俘。

### 巴里德河冲突
巴里德河（阿拉伯語：نهر البارد，意为寒冷的河流）是黎巴嫩北部的一个巴勒斯坦难民营，距的黎波里约16公里。大约3万名流离失所的巴勒斯坦人及其后代住在营地及周边地区。巴里德河流过营地南部，营地因此得名。1949年12月红十字会联盟建立这个营地，收留贝卡谷地和的黎波里郊区饱受严冬之苦的巴勒斯坦难民。根据1969年《开罗协议》，黎巴嫩军队不得进入任何巴勒斯坦营地。
2007年5月19日，周六深夜，黎巴嫩安全部队包围一座建筑物，据称被控当天早些时候劫持银行的法塔赫武装分子藏身其中。2007年5月20日周日上午，黎巴嫩安全部队对该建筑物发起进攻，双方开始长达一天的交火。出于报复，法塔赫伊斯兰组织成员袭击巴里德河营地的一个军队检查站，杀死数名熟睡中的士兵。黎巴嫩部队则立即对营地轰炸。
巴里德河营地成为黎巴嫩军队与法塔赫交战的中心。营地一方面被团团包围，一方面又遭到严重轰炸。据联合国难民救济及工程局估计，双方的战斗摧毁营地中85%的住所使人们无法居住，还对基础设施造成严重破坏。多达4万名营地居民被迫逃离，许多人向南逃到10公里外早已人满为患的巴达维营地。
在这场黎巴嫩部队与受基地组织影响的法塔赫之间的战斗中，至少有169名士兵、287名游击队员和47名平民丧生。该地区的重建基金很难到位，流离失所的难民生活艰辛。红十字国际委员会、巴勒斯坦红新月会以及黎巴嫩红十字会帮助疏散难民营中的人并为他们提供医疗用品和基本食物。

### 2008年内乱
2007年11月24日，埃米尔·拉胡德的总统任期结束，反对派表示如果不能达成分权协议，就拒绝为继任者投票，这使得黎巴嫩在一段时间内没有总统。由于政府宣布真主党的通信网络为非法，2008年5月9日，真主党和阿迈勒运动部队占领贝鲁特西部，发动自黎巴嫩内战結束以来最糟糕的内乱。据《每日之星》报道，这次暴力事件险些使黎巴嫩再次卷入内战，而黎巴嫩政府则称之为一场有预谋的政变。至少62人在冲突中死亡。
2008年5月21日，在阿拉伯联盟的调解下，经过5天的谈判，黎巴嫩主要各方在卡塔尔签订《多哈协议》，结束战斗。根据协议，双方都同意选举前部队领袖米歇尔·苏莱曼为总统，并建立全国统一政府，反对党拥有否决权，结束长达18个月的政治僵局。协议标志着反对党的胜利，他们在组阁、真主党通讯网络以及机场安全主管方面赢得对方让步，增加其政治筹码。

### 政治危機
黎巴嫩經濟發展上有嚴重的貧富不均問題，導致了2019－2021年黎巴嫩抗議。
2020年8月4日，黎巴嫩首都贝鲁特的港口附近发生剧烈爆炸，现场有蘑菇云升起，造成严重的人员伤亡和建筑损毁。黎巴嫩政府宣佈貝魯特進入維持2周的緊急狀態。同時，這引發了強烈的反政府示威，並導致了數位港口官員和政府高官請辭。
2021年黎巴嫩因為燃料短缺，大規模限電長達半年之久後，於十月初全國進入大停電。
2022年5月，黎巴嫩举行国家陷入经济危机以来的首次首次大选。在这次选举中，真主党率领的政治联盟在议会失去多数席位，尽管真主党本身没有失去席位。真主党政治盟友、总统米歇尔·奥恩率领的自由爱国运动选后失去多数基督党地位，由萨米尔·贾贾率领的黎巴嫩力量成为最大的基督党。总理萨阿德·哈里里率领的未来运动未参与选举，其总理职务悬空。

### 以哈战争时期
2023年10月发生的以哈战争挑起新一轮的以色列—真主黨衝突。真主党表示不会停止攻击以色列，除非以色列停止攻击加沙地带。2024年9月，以色列情报机构摩薩德发动传呼机爆炸案，造成大量真主党成员伤亡。同月23日，真主党向以色列发动空袭，至少炸死558人，大量民众逃亡。同月27日，以色列对真主党总部发动空袭，精准斩首真主党总书记哈桑·纳斯鲁拉。
2024年10月，以色列大举入侵黎巴嫩南部，摧毁属于真主党的基础设施。2024年11月，以色列与真主党签订停戰協定，结束双方长达13个月的冲突。
2025年2月23日，真主黨第三任總書記哈桑·納斯魯拉和真主黨執行委員會主席哈希姆·薩菲丁的集體葬禮在黎巴嫩貝魯特的卡密拉·夏蒙體育城體育場舉行。

### 政局恢复
2025年1月，黎巴嫩武装部队总司令约瑟夫·奥恩当选新一任黎巴嫩总统，结束总统职位长达两年的空置。2025年2月，前国际法院法官纳瓦夫·萨拉姆组建由24名部长组成的正式内阁。

## 政治
黎巴嫩總统是黎巴嫩的國家元首，傳統上由天主教馬龍尼禮教会擔任，黎巴嫩總理是黎巴嫩的政府首腦，傳統上由遜尼派穆斯林擔任，總理由總統任命，屬半總統制。黎巴嫩是一院制國會，奉行議會民主制，相對於其他民主制度，議長的特權異常強大，傳統上由什葉派穆斯林擔任。三者共享政府權力，組成「三駕馬車」。有260个政黨，力量分散，加上為平衡各黨派利益而採取比例代表制，無政黨占絕對優勢，但各政黨可組成執政聯盟。主要執政聯盟為：
三月八日聯盟：2005年成立，親敘利亞反美國，主要政黨包括：真主黨、自由愛國運動等。
三月十四日聯盟：2005年成立，亲美國反敘利亞，主要政黨包括：未來運動、黎巴嫩長槍黨等。

## 行政区划

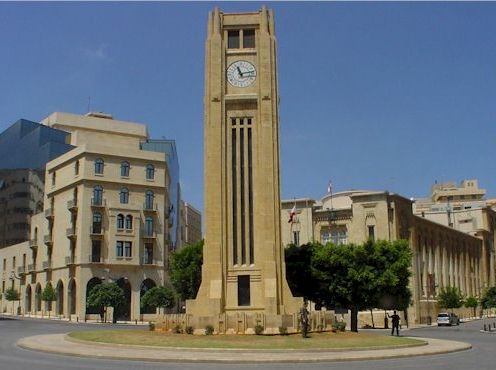
首都鐘塔

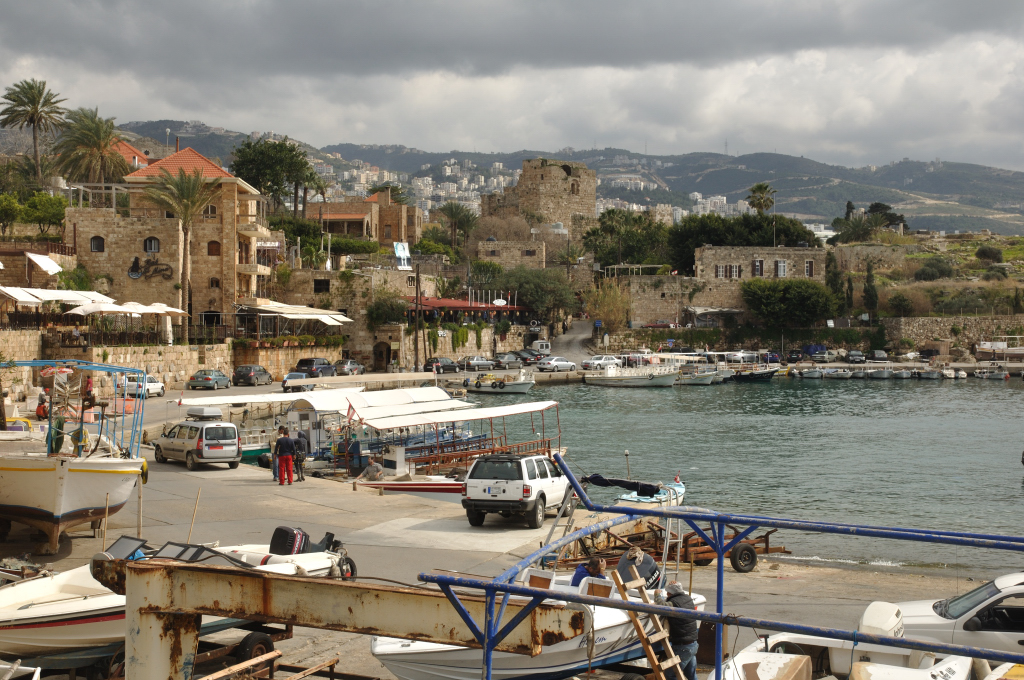
海港城市朱拜勒

黎巴嫩分为阿卡、北部、贝鲁特、巴勒贝克-希尔米勒、贝卡、南部、黎巴嫩山、奈拜提耶、凯塞尔旺-朱拜勒9省，省下共设25个區，區下设市鎮。
首都贝鲁特，约150万人，占黎全国人口的40%，是黎政治和经济中心，也是中东著名的商业、金融、交通、旅游和新闻出版中心，1975年内战爆发前被称为“中东的巴黎”。
黎巴嫩行政区划包括9个省（括号内为首府）：
1. 阿卡尔省（哈勒巴）
2. 巴勒貝克-希爾米勒省（巴勒貝克）
3. 贝鲁特省（贝鲁特）
4. 贝卡省（扎赫勒）
5. 凯塞尔旺-朱拜勒省（朱尼耶）
6. 黎巴嫩山省（巴卜达）
7. 奈拜提耶省（奈拜提耶）
8. 北部省（的黎波里）
9. 南部省（赛达）

## 地理

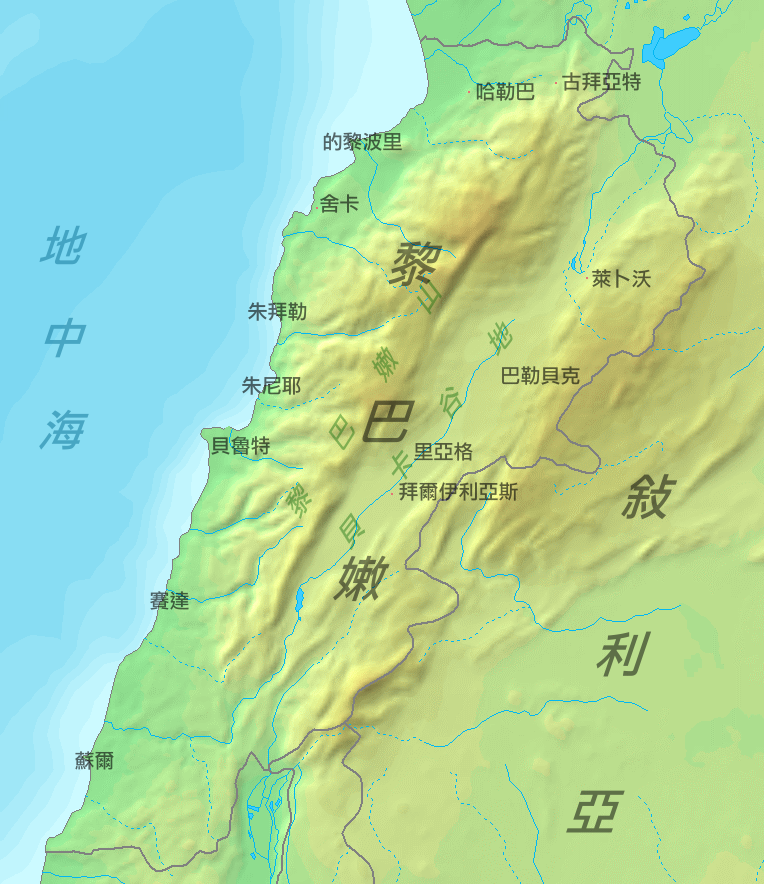
黎巴嫩地形圖

黎巴嫩位于西亚地区。毗邻地中海，拥有225公里（140英里）长的海岸线，东部和北部与叙利亚接壤，南部与以色列接壤。黎巴嫩和叙利亚边界绵延375公里（233英里） ，黎巴嫩和以色列边境长为79公里（49英里）。在以色列占领的戈兰高地中有一块与叙利亚有争议的舍巴農場，但边界已由联合国划定。
黎巴嫩大部分地区是山地地形，只有沿海狭长海岸线上和贝卡谷地较为平坦，这些地区对黎巴嫩的农业非常重要。
黎巴嫩是地中海气候。在沿海地区，冬季一般是温和湿润，而夏季炎热干燥，年降水量约900毫米，山地可达2,000毫米左右。在海拔较高的地区，温度通常低于零点，冬季有时有大雪。与周边地区相比，大部分黎巴嫩地区每年会获得相对较大的降雨量，黎巴嫩的东北部某些地区由于西部山区的高峰拦截了来自地中海的雨云而降水较少。
在古时代，黎巴嫩的大森林裡有很多黎巴嫩雪松，该国的国徽上就有这种植物。然而，几个世纪的雪松贸易已经耗尽该国的一度繁茂的雪松资源。原本的雪松已幾乎消失。

## 外交

### 叙利亚
叙利亚和黎巴嫩关系特殊，奥斯曼帝国时共属“大叙利亚省”，长达350年。19世纪，黎巴嫩马龙教派和德鲁兹教派冲突，奥斯曼土耳其在法国压力下将黎巴嫩作为保护基督教徒的山地教区与叙利亚分离。一战结束，黎巴嫩受法国管辖，叙利亚由英国控制。1920年，国联将叙利亚、黎巴嫩委托法国统治，两国分别于1941年和1943年独立。叙利亚不承认黎巴嫩的独立，视其为叙利亚的属地。黎巴嫩内战中，3.5万叙利亚“阿拉伯威慑部队”进驻黎巴嫩，维持邻国稳定，保护黎巴嫩各族群的和平生活，防止内乱波及本国；防止以色列势力进入黎巴嫩；在黎巴嫩建立自己的势力，控制黎巴嫩。1989年黎各派签署《塔伊夫协定》，叙军应在黎内战结束后逐步撤出黎巴嫩。黎国内基督徒强烈反对叙驻军。叙军队则宣称应黎政府的要求帮助维护黎国内稳定。1991年5月签订“黎叙合作条约”，9月又签署“安全条约”，规定叙对黎安全负有责任和义务。一旦黎遭到以攻击，黎可以寻求叙的支援。叙利亚长期不同黎巴嫩建交，叙认为黎是被法国错误地划出叙利亚的一部分。2005年2月，黎前总理哈里里遇害，叙迫于国际压力，结束了在黎29年的驻军。2008年10月15日叙利亚与黎巴嫩在大马士革签署联合公报，建立外交关系。

### 巴勒斯坦
1958年起，巴勒斯坦难民大量涌入，受泛阿拉伯理想影响，黎巴嫩穆斯林认为自己人数多，应该比基督徒掌握更多政权，发动暴动试图夺权，被政府在美军帮助下镇压。巴勒斯坦解放组织1970年将总部从约旦迁到黎巴嫩，多次越境袭击以色列北部，对此基督徒控制的黎巴嫩政府试图遏制。巴解组织在黎巴嫩内部冲突中支持穆斯林。1975年，黎巴嫩内乱为本国穆斯林和巴勒斯坦人一方，基督徒为另一方的战争，1991年结束，造成14万人死亡和数百亿美元的经济损失。

## 人口
黎巴嫩主体民族为阿拉伯化的黎巴嫩人（大多为古代腓尼基人及古阿拉米人的後裔），占95%，另外信仰基督宗教的亚美尼亚人约占4%，其他民族約為1%。黎巴嫩的官方语言为阿拉伯语，通用法语和英语。2008年统计，黎巴嫩全国總人口约410万（不包括长期滞留黎巴嫩的约50万巴勒斯坦阿拉伯难民），其中约一半的人口集中在贝鲁特和黎巴嫩山区两省，另一半分布在其他六省。目前黎巴嫩全國人口中，基督徒约占40.6%，穆斯林约占54%，德魯茲教派約佔4.6%。
2022年估計，黎巴嫩大約有5,296,814人。
由于民族宗教的複雜特性和多年内战，黎巴嫩还是世界上鲜有的旅外僑裔人口多于本國人口的国家，其中国外黎裔人口中基督徒占大多数，世界各地的黎裔人口约1,500万，主要分布在美洲、欧洲、非洲及海湾国家，亦有不少名人屬於黎巴嫩裔。华人在黎巴嫩非常少。

### 人口推算
由於黎巴嫩上次人口普查在1932年舉行，故無該國發佈的近期數據。
| 年份 | 聯合國，2010年預計 | 美國人口普查局2010年預計 |
| ---- | ------------------ | ------------------------ |
| 2020 | 4,617,000          | 4,459,000                |
| 2030 | 4,713,000          | 4,512,000                |
| 2040 | 4,655,000          | 4,498,000                |
| 2050 | 4,414,000          | 4,389,000                |
| 2060 | 4,211,000          |                          |
| 2070 | 4,113,000          |                          |
| 2080 | 4,090,000          |                          |
| 2090 | 3,989,000          |                          |
| 2100 | 3,870,000          |                          |

### 宗教
黎巴嫩的宗教信仰（2024年）

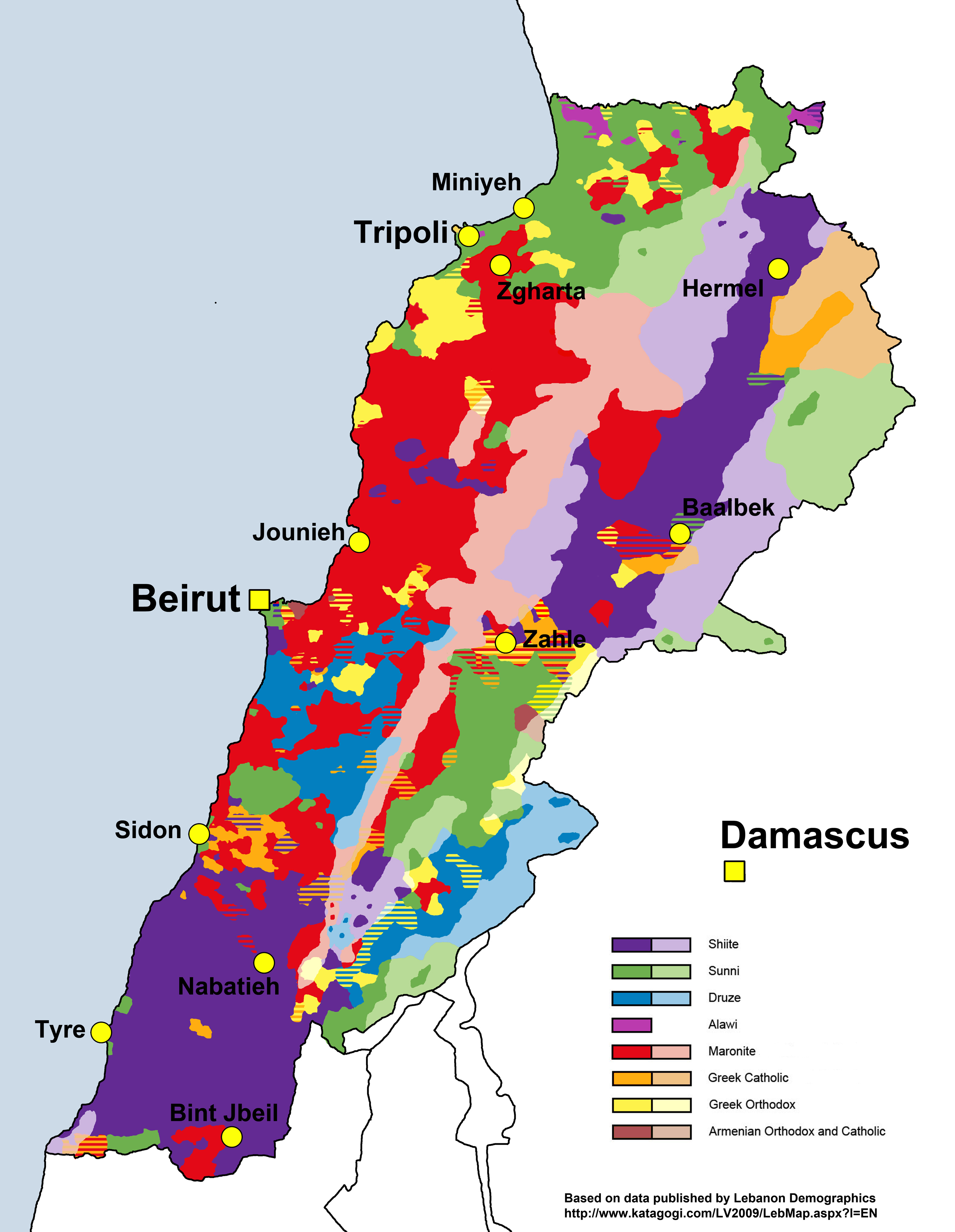
各地区主要宗教派别

- 基督宗教（41.4%）：黎巴嫩的基督宗教历史非常悠久，独立前基督徒曾经占据其总人口的多数，約53%。但近一个世纪以来，由于战乱频繁以及黎巴嫩基督徒的高移民率和少子化现象，其人口现在只占国内总人口的41.4%左右，教会使用的语言包括希腊语、阿拉米语、亚美尼亚语和阿拉伯语，各教派其中包括：
  - 天主教：馬龍尼禮教會、默基特希臘禮天主教會、亞美尼亞禮天主教會、拉丁禮教會、敘利亞禮天主教會、加色丁禮天主教會
  - 東正教：希腊正教會
  - 東方正統教會：亚美尼亚宗徒教會、亞歷山卓科普特正教會、叙利亚東方正統教會
  - 新教各教派
  - 東方亞述教會

- 伊斯兰教（53.31%）：黎巴嫩曾是阿拉伯国家中唯一伊斯兰教不占绝对优势的国家，但由于近年来穆斯林家庭的生育率非常高以及巴勒斯坦人的涌入，其人口现在已经增加到占国内总人口约53.31%。其中包括逊尼派和什葉派。
- 德魯茲教派（5.21%）：脫胎自伊斯蘭教什葉派伊斯瑪儀支派的一個獨立教派，信奉唯一神論。德魯茲教派占黎巴嫩总人口的4.6%。

## 軍事

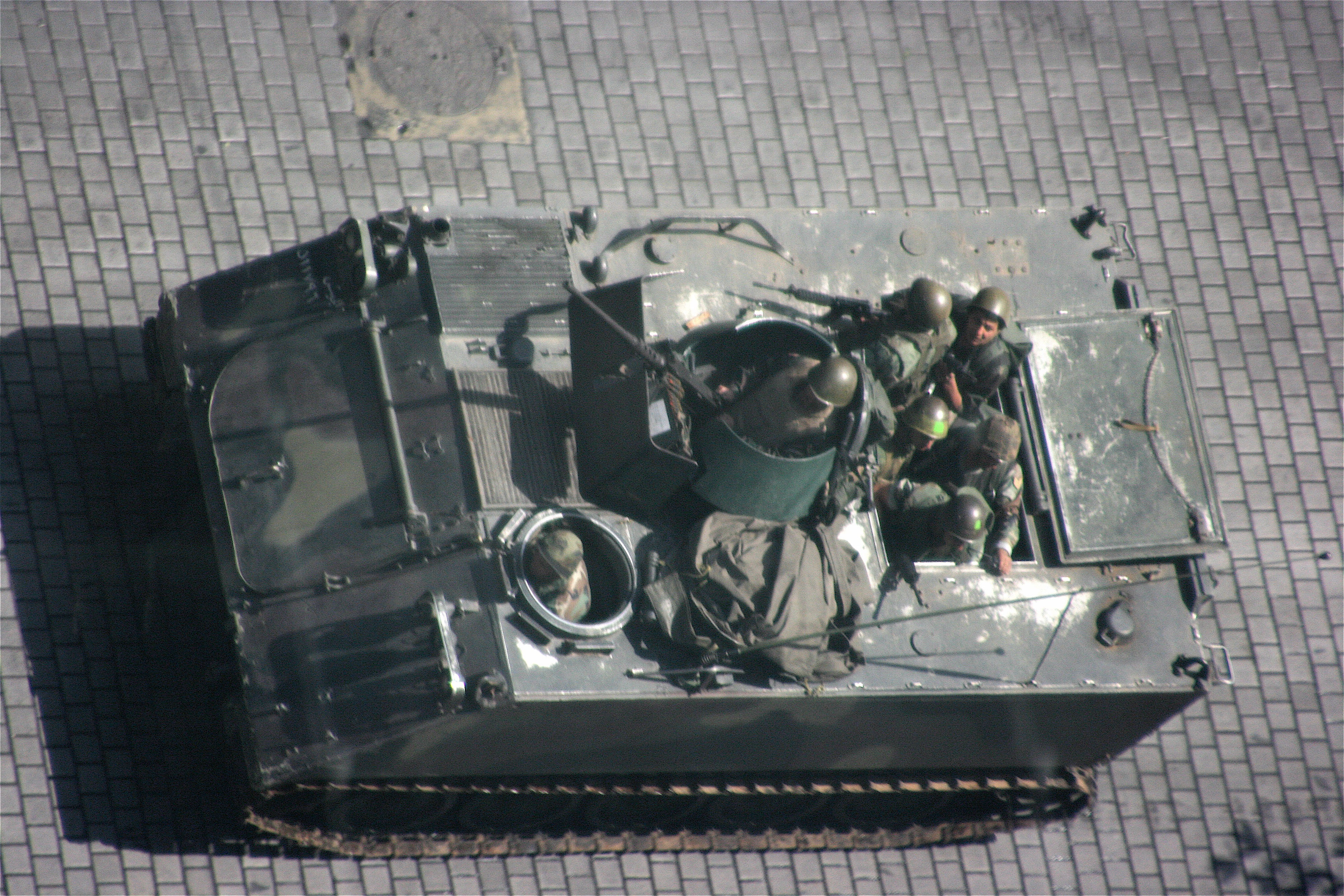
黎軍的M113(2008)

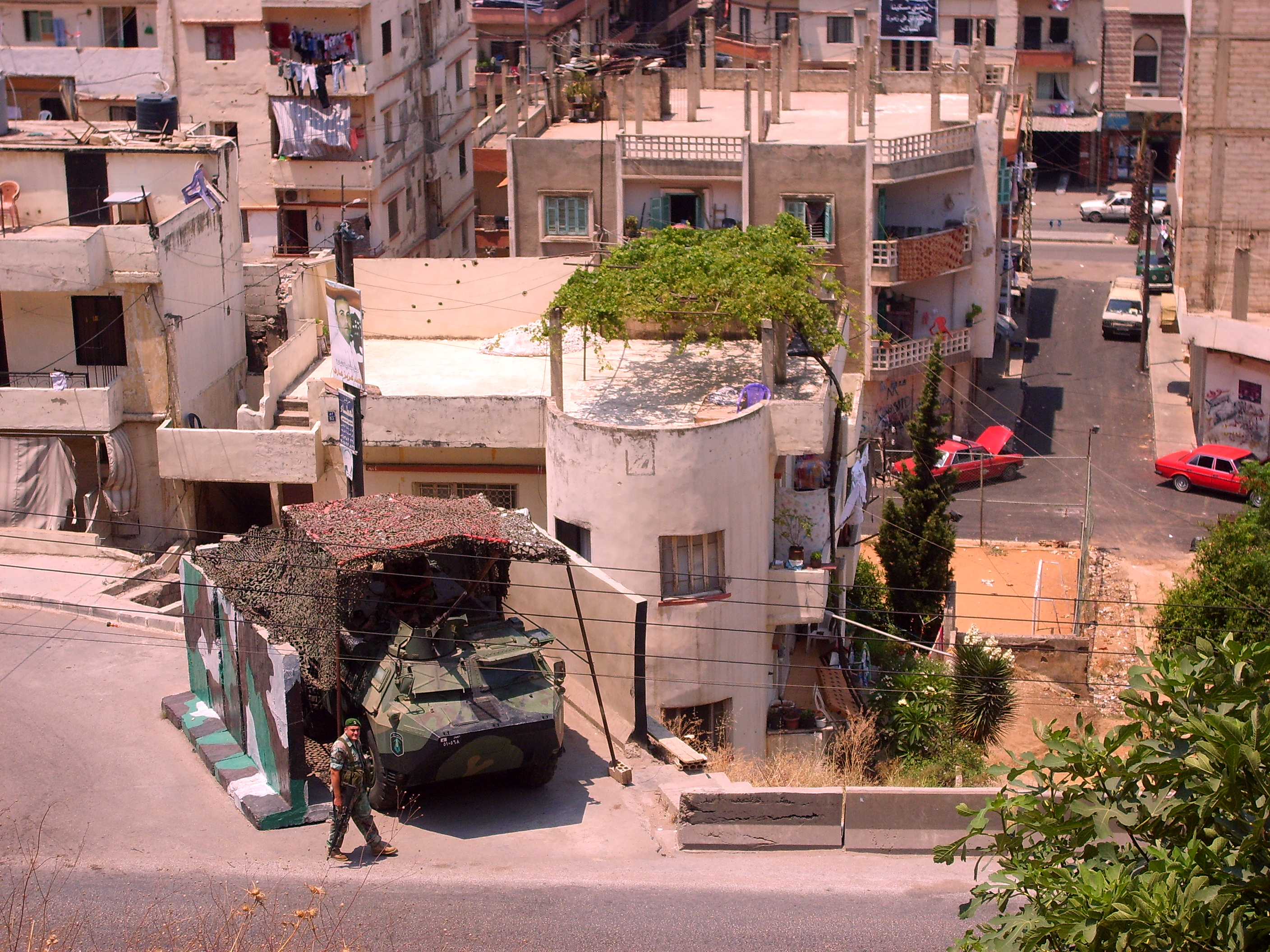
黎軍裝甲車掩體

黎巴嫩軍事實力较弱，無法有效對抗南方強鄰以色列。
兵力：約40,000人。
裝備武器：前蘇聯製坦克、美國越戰時型號的直升機等。

## 经济

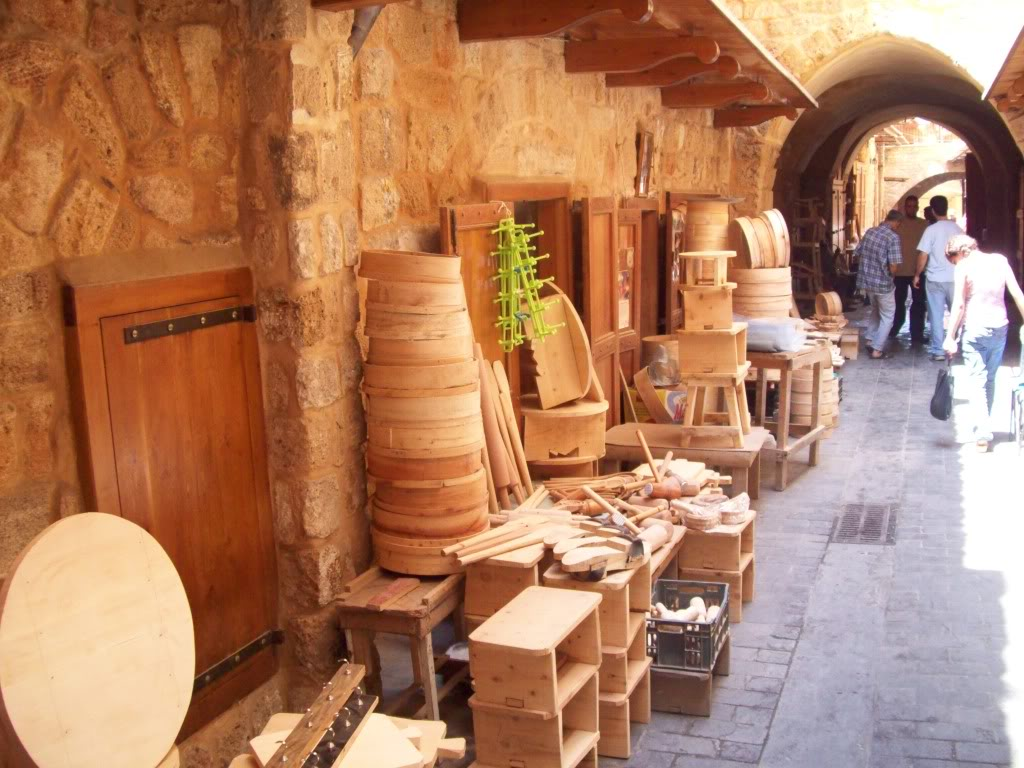
黎巴嫩手工木匠業

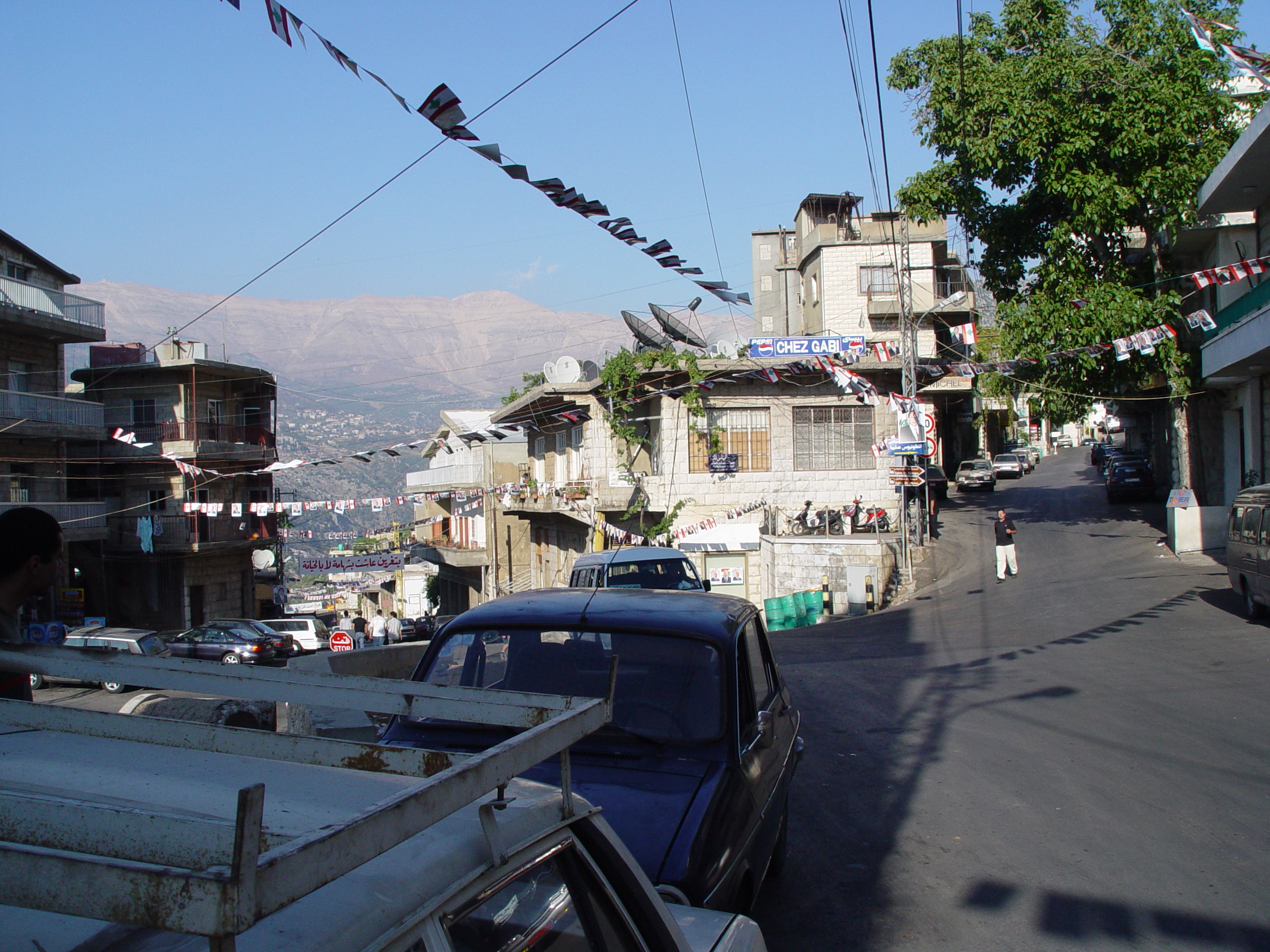
Bteghrine市

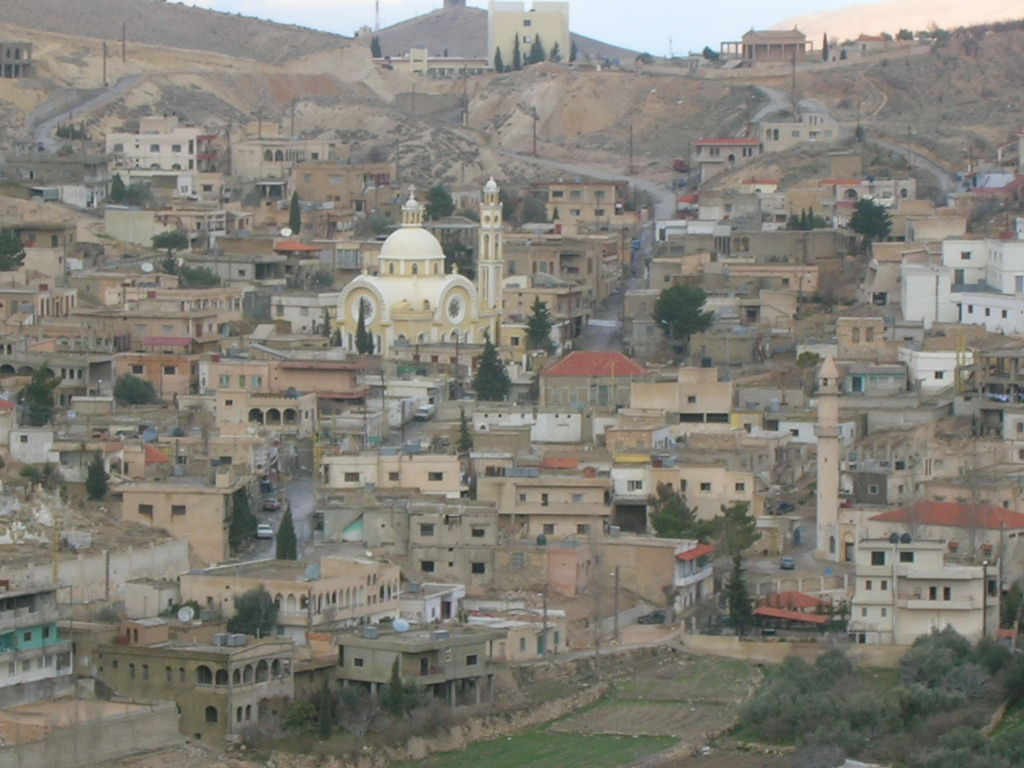
Fakiha城

礦產貧乏，工業基礎薄弱，以加工業為主，農業並不發達，水果和蔬菜是主要農產品，糧食靠進口，商業和服務業為經濟主導。交通以海、空運為主，人均汽車擁有數量居世界前列。
黎巴嫩的城市居民以他们的商业企业而闻名。在很长的一段时间内，黎巴嫩海外移民在全球建立了他们的商业网络。因而从海外黎巴嫩人寄给他们国内亲戚的汇款总共有56亿美元之多，占黎巴嫩经济的五分之一，黎巴嫩国内有很多的熟练工人，其数量占全部劳动力的比例能与众多的欧洲国家相媲美，并且它也是在所有阿拉伯语国家中比例最高的。
尽管黎巴嫩有丰富的水资源以及肥沃的土壤，非常适合农业生产活动，并且它的可耕地面积比例是阿拉伯语国家中最高的，但它的农业规模却并不是很大，在黎巴嫩，农业是最不引人关注的行业，它只吸引了全国12%的劳动力，在国家GDP的贡献大约是11.7%，同样排在所有产业的最后一名。主要农产品包括苹果、桃子、橙和柠檬。
黎巴嫩的工业主要限于小型商务活动如重新装配和包装进口零部件。2004年，从事工业的劳动人口占所有黎巴嫩劳动人员的26%，排在第2位。在GDP贡献率方面也排第2，占总GDP的21%。
作为汇聚了宜人的气候、很多历史上著名的地标建筑和世界遗产的景点，不断吸引着大批的旅游者来到黎巴嫩，此外，黎巴嫩严格的金融保密政策和资本主义经济也起到了重要作用，虽然其在阿拉伯国家中已不再处于经济上的统治地位。繁荣的旅游业和银行业务活动自然使服务业成为黎巴嫩经济中最重要的支柱产业，因为有众多的工作机会，大半的黎巴嫩劳动力（接近65%）获得了服务业的雇佣，因而，每年的GDP贡献率约为67.3%（粗略的总计），然而仅仅依靠旅游业和银行业使其经济更易于受到政治不稳定的冲击。
积极发展银行业和旅游业，经过数十年的积累和发展，黎巴嫩已经成为了中东地区远近闻名的贸易、金融、旅游以及交通枢纽中心，他们国内的经济由此得到了蓬勃的发展，富裕程度仅次於沙乌地阿拉伯、卡塔尔等少数中东最富国。近年来，在他们的近海海域，发现有大量的石油和天然气矿藏，无疑资源上的助力，会让黎巴嫩的经济发展更加锦上添花，但是在2020年貝魯特爆炸事故之後，黎巴嫩經濟變得衰變。
黎巴嫩國內生產總值的變化（以實質計算）
|                                    | 1972  | 1973 | 1974 | 1975   | 1976   | 1977  | 1978  | 1979 | 1980 | 1981 | 1982   | 1990 | 2000 | 2005 | 2011  |
| ---------------------------------- | ----- | ---- | ---- | ------ | ------ | ----- | ----- | ---- | ---- | ---- | ------ | ---- | ---- | ---- | ----- |
| 國內生產總值改變（以實質計算）     | 12.2% | 4.7% | 2.4% | −30.3% | −57.0% | 67.7% | −2.6% | 2.4% | 1.5% | 0.6% | −36.8% | 6.5% | 8.5% | 4.6% | 1.5%  |
| 人均國內生產總值（美元，目前的值） | 893   | 1132 | 1423 | 1186   | 527    | 1005  | 1091  | 1274 | 1526 | 1470 | 1006   | 2201 | 4889 | 8921 | 11109 |

## 文化

### 飲食
黎巴嫩人的主要食品是各种新鲜的蔬菜、烹饪过的豆类和鸡肉、牛肉、羊肉做成的菜肴。传统家宴和餐厅里供应的菜肴非常相似。周日的午餐是黎巴嫩家人聚会吃传统黎巴嫩料理的时候。
黎巴嫩菜主要分为前菜Mezza、热菜小吃、生肉、烤肉或者烤鱼、主食、水果或者饭后甜点几个部分。一种用法国香菜做成的沙拉Taboulé是黎餐中沙拉的代表作，由于使用新鲜营养的食材而世界知名。各种酱类食品也是Mezza的主角，比如胡姆斯酱、茄子泥酱、酸奶酪酱等。热菜小吃包括柠檬鸡翅、石榴汁鸡肝、生煎小鸟、油炸奶酪卷、小麦粒牛肉球等。生肉拼盘里面有生的牛羊肉里脊、生羊肝和生肉糜混合调味料。烤肉是最精彩的部分，有烤牛羊肉串、烤鸡肉串和烤熟的混合了调味料和法国香菜的肉馅。主食主要是皮塔餅麵包，有时候会有鸡汤焖出来的米饭混合上各种干果。
在黎巴嫩的首都贝鲁特，餐厅林立，提供除了黎餐之外的各种国际美食，法國菜、意大利菜、日本料理、印度料理、中餐等。

## 旅游

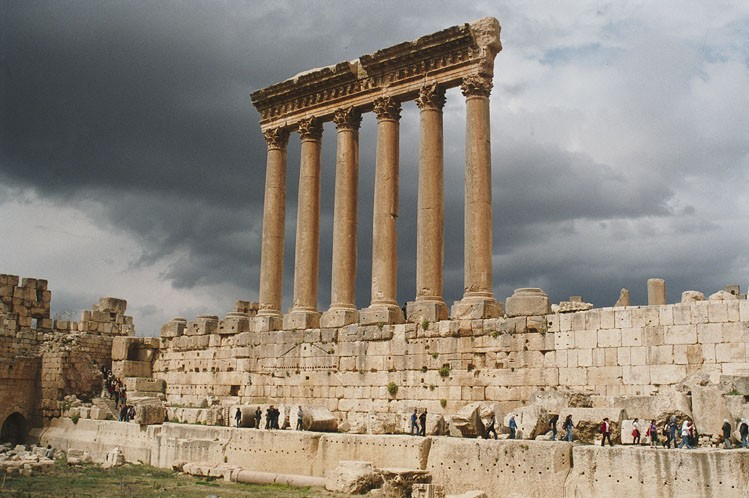
世界遺產巴勒貝克

黎巴嫩沒有严寒及酷暑的氣候，適合旅遊。夏季旅游景點有雪松山和卡迪沙圣谷。冬季適合滑雪。此外这里基督教和伊斯兰教并存，相比其他阿拉伯国家，黎巴嫩非常西化开放，素有“中东小巴黎”的美称。
黎巴嫩拥有世界上现存规模最大的罗马遗址巴勒贝克，它堪称黎巴嫩的“长城”。
具备7,000年人类连续居住历史的比布鲁斯是腓尼基22个字母的诞生地，这22个字母是現在的希伯來字母、阿拉伯字母、希臘字母、拉丁字母等的共同源頭。比布鲁斯的海港是一个融古代风情和现代浪漫为一体的海港小镇，而几千年不断修建的海边城堡遗址又印证着历史的辉煌。
拜特丁宫是典型的阿拉伯皇宫，其名称的意思为“信仰之家”。这个欧洲人帮助建于19世纪初的古老皇宫展现了极高的阿拉伯建筑造诣，而且也收藏了大量的古老的马赛克。
南部两个主要城市赛义达十字军海上城堡内部结构险峻，而提尔则有一望无际的海滨沙滩，罗马遗址点缀在这个美丽的海滨城市中。
其他景点还有贝鲁特市中心区、国家博物馆、捷达溶洞和圣母玛利亚山。

## 外部連結
- 黎巴嫩政府官方网站（页面存档备份，存于）（英文）
- 黎巴嫩概况（页面存档备份，存于）（英文）